# 通羊镇
通羊镇，是中华人民共和国湖北省咸寧市通山县下辖的一个乡镇级行政单位。

## 行政区划
通羊镇下辖以下地区：
新城社区、马槽桥社区、凤池社区、古塔社区、双泉社区、南门社区、郑家坪村、黄金咀村、新塘下村、宋家桥村、沙堤村、寨下村、高坑村、茅田村、港口村、大畈程村、德船村、赤城村、湄港村、李渡村、岭下村、泉港村、柏树下村、井湾村、洋都村、石宕村、范家垅村、衢潭村、石航村、凤梓山村和石航山村。